# Окулово (Самойловське сільське поселення)
Окулово (рос. Окулово) — присілок Бокситогорського району Ленінградської області Росії. Входить до складу Самойловського сільського поселення.
Населення — 38 осіб (2003 рік). 